# Bisdom Cruz del Eje

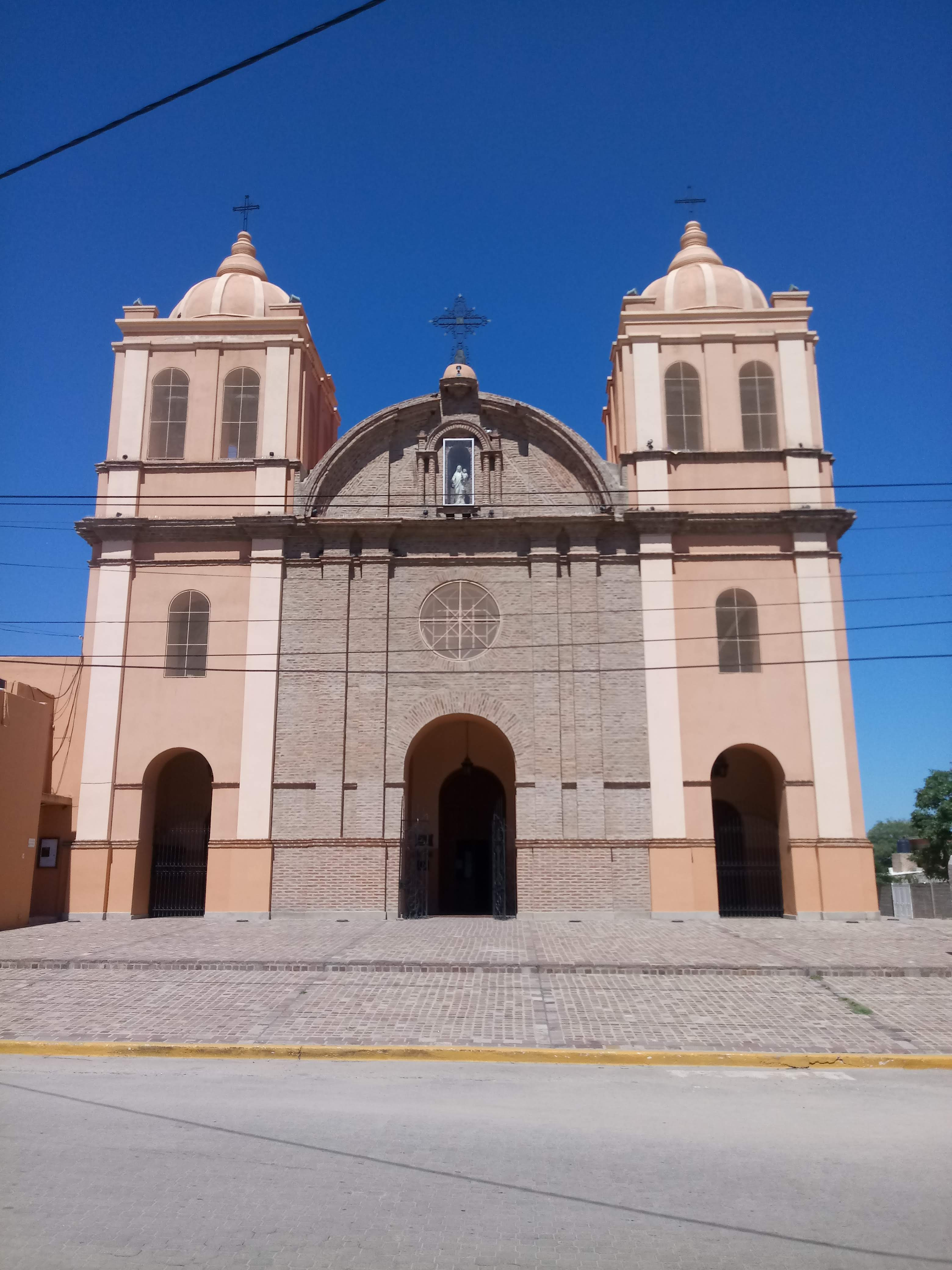
De kathedraal Virgen del Carmen van Cruz del Eje

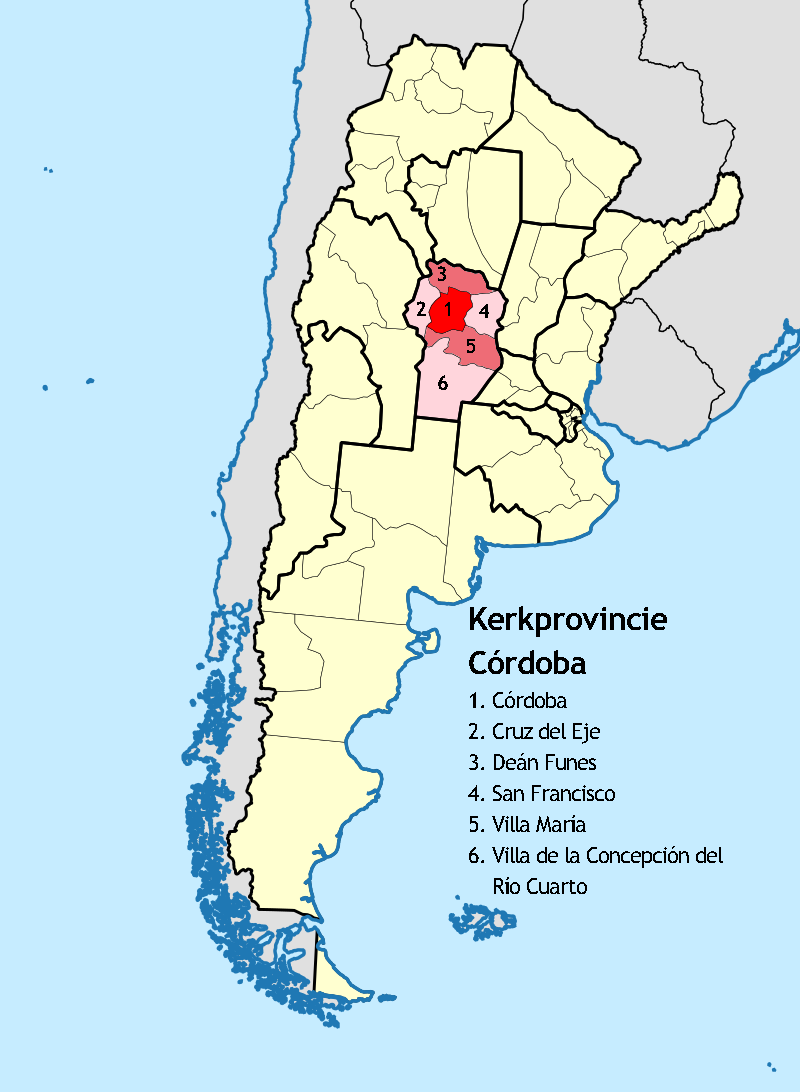
Het bisdom (2) binnen de kerkprovincie Córdoba

Het bisdom Cruz del Eje (Latijn: Dioecesis Crucis Axeatae) is een rooms-katholiek bisdom met als zetel Cruz del Eje in Argentinië. Het bisdom is suffragaan aan het aartsbisdom Córdoba. Het bisdom werd opgericht in 1963.
In 2021 telde het bisdom 20 parochies. Het bisdom heeft een oppervlakte van 22.242 km² en telde in 2021 202.000 inwoners waarvan 92,2% rooms-katholiek waren. 

## Bisschoppen
- Enrique Pechuán Marín (1963-1983)
- Omar Félix Colomé (1984-2008)
- Santiago Olivera (2008-2017)
- Hugo Ricardo Araya (2017-)

Córdoba (aartsbisdom) · Cruz del Eje · Deán Funes (territoriale prelatuur) · San Francisco · Villa de la Concepción del Río Cuarto · Villa María